# Robert le Breton
Robert II ou III, dit Robert le Breton, est évêque de Chartres de 1155 à 1164.

## Biographie
Robert le Breton fait sous son épiscopat commencer les travaux de la chapelle Saint-Martin en 1158 dans la cathédrale Notre-Dame de Chartres.
Il meurt le 9 octobre 1164 et il est enterré dans l'abbaye Notre-Dame de Josaphat.